# Cadenas de texto en C
En computación las strings de C son secuencia de caracteres guardados como una matriz de caracteres terminados con un carácter nulo ('\0' o ASCII 0). El nombre se refiere al lenguaje de programación C y se usa para distinguir esta forma de representar una cadena a cualquier otra.
La característica de la terminación en nulo fue creada históricamente por problemas de seguridad relacionados con la longitud de la cadena. Si no se añade el carácter nulo al final por alguna razón el área de memoria que sucede a la cadena será tratada también como parte de la secuencia. Esto puede llevar a fallos o fugas de información interna del programa a atacantes o usuarios noveles. Estos errores pueden, y deben, ser prevenidos mediante comprobaciones adecuadas de errores.
En el lenguaje de programación C++ las cadenas de C se usan conjuntamente con otra representación de secuencias de caracteres. La Standard Template Library (STL) de C++ dispone de un contenedor denominado std::string. Hay que tener en cuenta la diferencia que existe entre las cadenas tradicionales de C y las cadenas de C++, mucho más avanzadas.